# Claudia Fontán
Claudia Gabriela Fontán (Hurlingham, provincia de Buenos Aires; 4 de octubre de 1964) es una actriz y presentadora de radio y televisión argentina. Ha participado en numerosas telenovelas tales como Son amores, Amor en custodia, Sos mi vida, Los exitosos Pells y Los Únicos.
Actualmente es parte del programa radial No está todo dicho junto a Guido Kaczka en la emisora La 100.

## Filmografía

### Cine
| Año  | Título                | Rol             | Director                          |
| ---- | --------------------- | --------------- | --------------------------------- |
| 1996 | Sol de otoño          |                 | Eduardo Mignogna                  |
| 2001 | El hijo de la novia   | Sandra          | Juan José Campanella              |
| 2003 | Un día en el paraíso  | Pelusa          | Juan Bautista Stagnaro            |
| 2008 | El Ratón Pérez 2      | Muriel Labecque | Andrés G. Schaer                  |
| 2009 | Pájaros muertos       | Mónica          | Guillermo Sempere y Jorge Sempere |
| 2010 | Igualita a mí         | Elena           | Diego Kaplan                      |
| 2013 | La reconstrucción     | Andrea          | Juan Taratuto                     |
| 2013 | Corazón de León       | Sabrina         | Marcos Carnevale                  |
| 2017 | Casi leyendas         | Abril           | Gabriel Nesci                     |
| 2018 | El amor menos pensado | Lili            | Juan Vera                         |

### Televisión

#### Programas
| Año         | Título                           | Canal                   | Rol                               |
| ----------- | -------------------------------- | ----------------------- | --------------------------------- |
| 1988        | Sábados de la bondad             | Canal 9                 | Varios personajes                 |
| 1989        | Peor es nada                     | El Trece                | Varios personajes                 |
| 1997 - 1998 | Infómanas                        | Telefe                  | Coconductora                      |
| 2010 - 2012 | Trocca alla Fontán               | El Gourmet              | Coconductora                      |
| 2018 - 2019 | Pampita Online                   | Telefe / Net TV         | Conductora de reemplazo           |
| 2020        | Mujeres                          | El Trece                | Conductora                        |
| 2020        | Chef a domicilio                 | Discovery Home & Health | Participante                      |
| 2021        | MasterChef Celebrity Argentina 2 | Telefe                  | Participante (16.ª Eliminada)     |
| 2021        | Los 8 escalones del millón       | El Trece                | Jurada invitada (programas 7 y 8) |

#### Telenovelas
| Año         | Título             | Personaje                        | Canal      | Notas                  |
| ----------- | ------------------ | -------------------------------- | ---------- | ---------------------- |
| 1996        | Como pan caliente  | Nora                             | El Trece   | Participación especial |
| 1999        | Gasoleros          | Marina                           | El Trece   | Participación especial |
| 1999        | Buenos vecinos     | Maite                            | Telefe     | Participación especial |
| 2001        | 22, el loco        | Karina                           | El Trece   | Participación especial |
| 2002 - 2003 | Son amores         | Carmen Fontana                   | El Trece   | Coprotagonista         |
| 2004        | Los Roldán         | Ella misma                       | Telefe     | Cameo                  |
| 2005        | Amor en custodia   | Gabriela Almanzi / Achaval Urien | Telefe     | Coprotagonista         |
| 2006        | Sos mi vida        | Mercedes                         | El Trece   | Coprotagonista         |
| 2008 - 2009 | Los Exitosos Pells | Daniela                          | Telefe     | Coprotagonista         |
| 2009        | Ciega a citas      | Devora "Dévore" Escalada         | TV Pública | Participación especial |
| 2011 - 2012 | Los Únicos         | Soraya Bismarck                  | El Trece   | Coprotagonista         |
| 2013 - 2014 | Solamente vos      | Michelle                         | El Trece   | Coprotagonista         |

#### Miniseries y Unitarios
| Año  | Título                    | Personaje        | Canal    | Notas                                       |
| ---- | ------------------------- | ---------------- | -------- | ------------------------------------------- |
| 2005 | Mujeres asesinas 1        | Blanca           | El Trece | Ep. 1: "Marta Odera, monja                  |
| 2005 | Mujeres asesinas 1        | Yolanda          | El Trece | Ep. 14: "Brujas incautas y falsa mujer"     |
| 2006 | Vientos de agua           | Cecilia de Olaya | El Trece | Coprotagonista                              |
| 2008 | Mujeres asesinas 4        | Ana              | El Trece | Ep. 4: "Marcela, lastimada"                 |
| 2010 | Lo que el tiempo nos dejó | Pinky            | Telefe   | Ep. 5: "Los niños que escriben en el cielo" |
| 2015 | Signos                    | María Laura Cruz | El Trece | Protagonista                                |
| 2024 | El encargado              | Clarita          | Disney+  | Participación especial                      |

## Radio
| Año             | Programa           | Emisora           |
| 2000            | Tarde negra        | Rock & Pop        |
| 2001 - 2002     | La gunda           | Radio La Red      |
| 2003 - 2004     | La gunda           | Radio Rivadavia   |
| 2005 - 2006     | La gunda           | Radio 10          |
| 2007 - 2008     | La gunda           | Pop Radio         |
| 2009 - 2010     | La gunda           | Mega 98.3         |
| 2011 - 2013     | La gunda           | Radio Continental |
| 2014 - presente | No está todo dicho | La 100            |

## Premios y nominaciones
| Premios Cóndor de Plata | Premios Cóndor de Plata | Premios Cóndor de Plata | Premios Cóndor de Plata |
| Año                     | Categoría               | Trabajo Nominado        | Resultado               |
| ----------------------- | ----------------------- | ----------------------- | ----------------------- |
| 2002                    | Revelación femenina     | El hijo de la novia     | Ganadora                |
| 2014                    | Mejor actriz            | La Reconstrucción       | Nominada                |

| Premios Sur | Premios Sur             | Premios Sur       | Premios Sur |
| Año         | Categoría               | Trabajo Nominado  | Resultado   |
| ----------- | ----------------------- | ----------------- | ----------- |
| 2010        | Mejor actriz de reparto | Igualita a mí     | Nominada    |
| 2013        | Mejor actriz            | La Reconstrucción | Nominada    |

| Premios Martín Fierro | Premios Martín Fierro                  | Premios Martín Fierro               | Premios Martín Fierro |
| Año                   | Categoría                              | Trabajo Nominado                    | Resultado             |
| --------------------- | -------------------------------------- | ----------------------------------- | --------------------- |
| 2003                  | Mejor actriz de reparto                | Son amores                          | Nominada              |
| 2006                  | Mejor actriz de reparto en drama       | Amor en custodia y Mujeres asesinas | Nominada              |
| 2007                  | Mejor actriz de reparto en comedia     | Sos mi vida                         | Nominada              |
| 2010                  | Mejor actriz de reparto en comedia     | Los exitosos Pells                  | Nominada              |
| 2016                  | Mejor actriz en unitario y/o miniserie | Signos                              | Ganadora              |

| Premios Tato | Premios Tato             | Premios Tato     | Premios Tato |
| Año          | Categoría                | Trabajo Nominado | Resultado    |
| ------------ | ------------------------ | ---------------- | ------------ |
| 2013         | Mejor actriz de reparto  | Solamente vos    | Nominada     |
| 2015         | Mejor actriz protagónica | Signos           | Nominada     |

| Premios Clarín | Premios Clarín          | Premios Clarín     | Premios Clarín |
| Año            | Categoría               | Trabajo Nominado   | Resultado      |
| -------------- | ----------------------- | ------------------ | -------------- |
| 2009           | Mejor actriz de comedia | Los exitosos Pells | Nominada       |